# Estrella AM Canum Venaticorum
Una estrella variable AM Canum Venaticorum (abreujat variables AM CVn) és un tipus d'estels variables cataclísmics compostos per dos nans blanc on existeix transferència de massa estel·lar d'un estel a un altre. Aquests estels binaris tenen períodes orbitals molt curts -inferiors a una hora aproximadament- i són estels rics en heli sense traces detectables d'hidrogen. Es pensa que han de ser importants fonts d'ones gravitacionals, prou intenses per ser detectades mitjançant el projecte Laser Interferometer Space Antenna.
AM Canum Venaticorum (WD 1232+37) és l'estel prototípic d'aquesta classe de variables.